# Halla Bouksani
Halla Bouksani, née le 30 juillet 2000, est une joueuse algérienne de badminton.

## Carrière
Halla Bouksani est médaillée de bronze en double dames avec Linda Mazri aux Championnats d'Afrique de badminton 2018 à Alger et médaillée d'argent par équipe mixte aux Jeux africains de 2019 ainsi qu'au Championnat d'Afrique de badminton par équipes mixtes 2021.
Elle est médaillée d'argent en double dames avec Tanina Mammeri et médaillée de bronze en double mixte avec Mohamed Abdelaziz Ouchefoun aux Jeux panarabes de 2023 à Alger.
Elle remporte aux Jeux africains de 2023 à Accra la médaille d'argent en double dames avec Tanina Mammeri.
Elle est médaillée de bronze aux Championnats d'Afrique de badminton par équipes 2024 au Caire et médaillée d'or au Championnat d'Afrique de badminton par équipes mixtes 2025 à Douala.